# الغماز
هو النغمة المسيطرة بعد نغمة القرار (الدرجة الأولى في السلم تسمى نغمة القرار Tonic). لكل مقام غماز، والغماز هو عادة خامس صوت بعد الصوت الأول ضمن السلم الموسيقي ولكن لهذه القاعدة في الموسيقى الشرقية بعض الاستثناءات، إذ أن من طبيعة بعض المقامات ما يقع غمازها على الصوت الرابع أو الثالث أو غيره، وهذا يعود لسيطرة هذا الصوت على طابع و لون ذلك المقام وتكرار العمل به.